# Перекора

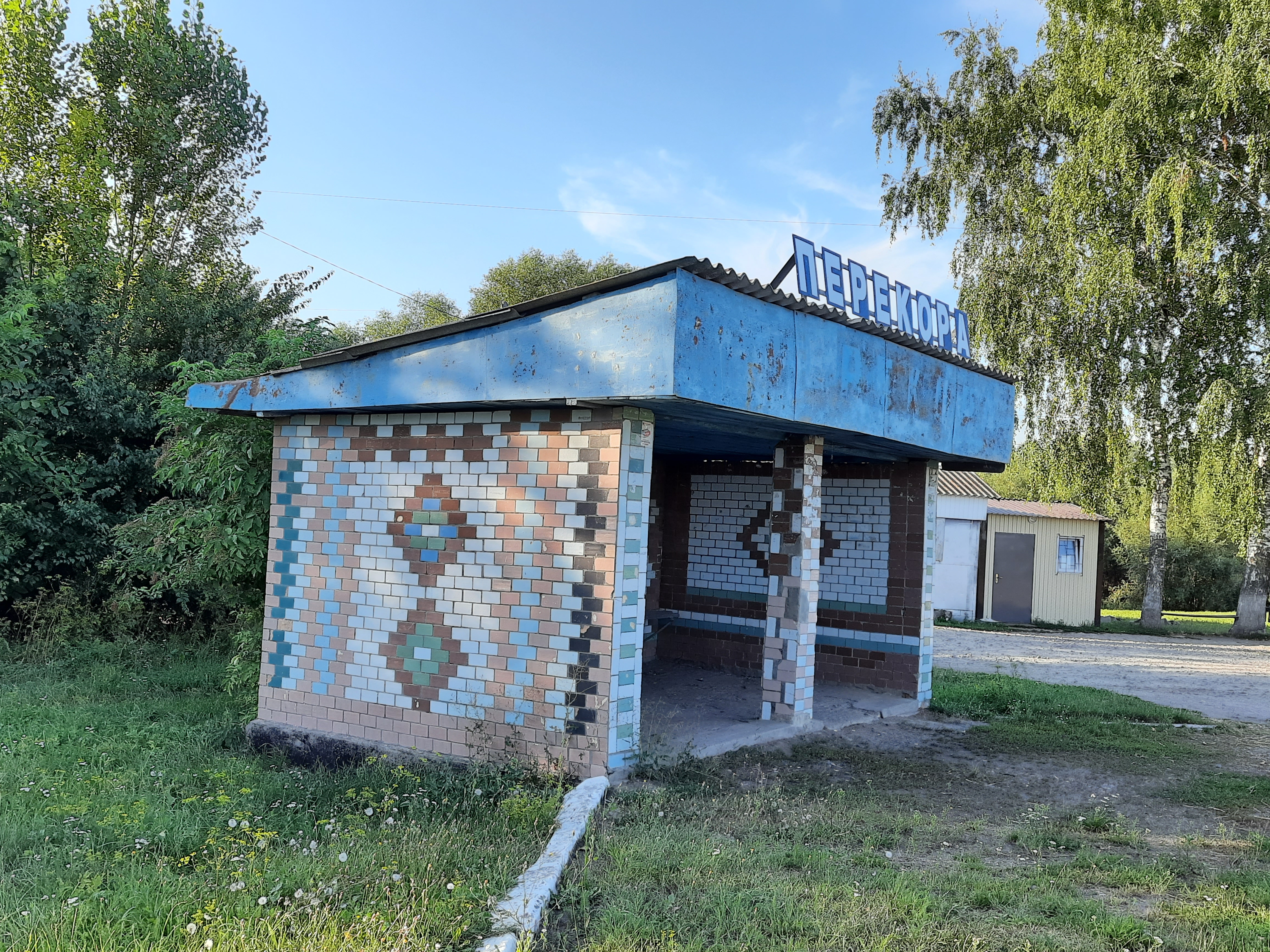
Автобусна зупинка

Переко́ра — село в Україні, у Старосинявській селищній громаді Хмельницького району Хмельницької області. Населення становить 211 осіб.

## Географія
Селом тече річка Безіменна.

## Історія
Село «Відоме з ІІ пол. ХІХ ст..Відмікротопонімна назва вказує на існування біля поселення перекор (оборонних засік від ворога) (С. Бабишин). Можливо, відантропонімна назва. До 1910 р. землі належали графові Стадницькому, який жив у Ст. Синяві…»
7 (20) листопада 1917 року, відповідно до Третього Універсалу Української Центральної Ради, увійшло до складу Української Народної Республіки.
12 червня 2020 року, відповідно до розпорядження Кабінету Міністрів України № 727-р «Про визначення адміністративних центрів та затвердження територій територіальних громад Хмельницької області», увійшло до складу Старосинявської селищної громади.
19 липня 2020 року, в результаті адміністративно-територіальної реформи та ліквідації Старосинявського району, село увійшло до складу новоутвореного Хмельницького району.

## Населення

### Мова
Розподіл населення за рідною мовою за даними перепису 2001 року:
| Мова       | Кількість | Відсоток |
| ---------- | --------- | -------- |
| українська | 211       | 100%     |